# Юхан Густафссон
Юхан Густафссон (швед. Johan Gustafsson, нар. 28 лютого 1992, Чепінг) — шведський хокеїст, воротар клубу ШХЛ «Регле».

## Ігрова кар'єра
Хокейну кар'єру розпочав на батьківщині 2009 року виступами за команду «Фер'єстад». Сезон 2010–11 Юхан провів у складі «Вестерос», а наступні два роки захищав кольори клубу «Лулео».
2010 року був обраний на драфті НХЛ під 159-м загальним номером командою «Міннесота Вайлд». 
За підсумками сезону 2011–12 Густафссон був номінований на приз «Новачка року».
У травні 2012 Юхан уклав трирічний контракт початкового рівня з клубом «Міннесота Вайлд» та два сезони відіграв за фарм-клуб «Айова Вайлд» (АХЛ).
4 травня 2015, як обмежено вільний агент вирішив повернутись на батьківщину та уклав контракт з командою «Вестра Фрелунда». Після чотирьох сезонів він залишив шведський клуб.
7 травня 2019 Густафссон, як вільний агент уклав однорічну угоду з чемпіоном Німеччини «Адлер Мангейм».
Наразі ж грає за клуб ШХЛ «Регле».
Був гравцем юніорської та молодіжної збірних Швеції. У складі національної збірної Швеції був у заявці на чемпіонаті світу 2013, де шведи стали чемпіонами світу але Юхан не провів жодної гри.

## Нагороди та досягнення
- Чемпіон світу — 2013.
- Чемпіон Швеції в складі «Вестра Фрелунда» — 2016.
- Володар Ліга чемпіонів в складі «Вестра Фрелунда» — 2016, 2017, 2019.

## Статистика

### Клубні виступи
| 2009–10      | «Фер'єстад»       | Елітсерія    | 3  | —  | —  | — | 136  | 9   | 0 | 3.96 | .868 | —  | — | — | —   | —  | — | —    | —    |
| 2009–10      | «Скаре»           | Див. 1       | 26 | —  | —  | — | —    | —   | — | 2.86 | .894 | —  | — | — | —   | —  | — | —    | —    |
| 2010–11      | «Вестерос»        | Аллсв        | 26 | —  | —  | — | 1510 | 58  | 2 | 2.30 | .911 | —  | — | — | —   | —  | — | —    | —    |
| 2011–12      | «Лулео»           | Елітсерія    | 29 | 18 | 9  | 0 | 1754 | 51  | 6 | 1.74 | .929 | 3  | 1 | 2 | 179 | 10 | 0 | 3.36 | .884 |
| 2012–13      | «Лулео»           | Елітсерія    | 33 | 20 | 13 | 0 | 2016 | 57  | 4 | 1.70 | .932 | 15 | 8 | 7 | 946 | 32 | 0 | 2.03 | .925 |
| 2013–14      | «Айова Вайлд»     | АХЛ          | 40 | 12 | 20 | 4 | 2253 | 112 | 1 | 2.98 | .903 | —  | — | — | —   | —  | — | —    | —    |
| 2014–15      | «Айова Вайлд»     | АХЛ          | 35 | 8  | 22 | 1 | 1842 | 107 | 0 | 3.48 | .893 | —  | — | — | —   | —  | — | —    | —    |
| 2014–15      | «Аляска Ейсез»    | ХЛСУ         | 5  | 4  | 1  | 0 | 304  | 15  | 0 | 2.96 | .899 | —  | — | — | —   | —  | — | —    | —    |
| 2015–16      | «Вестра Фрелунда» | ШХЛ          | 22 | 10 | 9  | 0 | 1157 | 51  | 1 | 2.65 | .883 | 9  | 6 | 2 | 506 | 19 | 0 | 2.25 | .920 |
| 2016–17      | «Фрелунда»        | ШХЛ          | 38 | 22 | 13 | 0 | 2074 | 73  | 2 | 2.11 | .917 | 14 | 7 | 7 | 804 | 34 | 2 | 2.54 | .904 |
| 2017–18      | «Фрелунда»        | ШХЛ          | 32 | 20 | 9  | 0 | 1845 | 84  | 3 | 2.73 | .891 | 6  | 2 | 4 | 353 | 15 | 0 | 2.55 | .888 |
| 2018–19      | «Фрелунда»        | ШХЛ          | 27 | 14 | 12 | 0 | 1530 | 69  | 2 | 2.71 | .897 | 5  | 3 | 1 | 226 | 8  | 0 | 2.12 | .916 |
| 2019–20      | «Адлер Мангейм»   | ДХЛ          | 21 | 13 | 4  | 0 | 1159 | 51  | 3 | 2.64 | .888 | —  | — | — | —   | —  | — | —    | —    |
| Усього в АХЛ | Усього в АХЛ      | Усього в АХЛ | 75 | 20 | 42 | 5 | 4095 | 219 | 1 | 3.23 | .899 | —  | — | — | —   | —  | — | —    | —    |

### Збірна
| Рік              | Команда          | Турнір           | Місце            | І  | В  | П | Н | Хв  | ПГ | ІБГ | ПГГ  | %ВК  |
| ---------------- | ---------------- | ---------------- | ---------------- | -- | -- | - | - | --- | -- | --- | ---- | ---- |
| 2009             | Швеція           | ЮЧС18            | 5-е              | 2  | 2  | 0 | 0 | 120 | 2  | 1   | 1.00 | .964 |
| 2010             | Швеція           | ЮЧС18            | 2                | 4  | 3  | 1 | 0 | 238 | 8  | 0   | 2.02 | .918 |
| 2012             | Швеція           | МЧС              | 1                | 5  | 5  | 0 | 0 | 327 | 12 | 1   | 2.20 | .888 |
| Молодіжна збірна | Молодіжна збірна | Молодіжна збірна | Молодіжна збірна | 11 | 10 | 1 | 0 | 685 | 22 | 2   | 1.92 | .916 |